# Wheelock (Vermont)
Wheelock es un pueblo ubicado en el condado de Caledonia en el estado estadounidense de Vermont. En el año 2010 tenía una población de 811 habitantes y una densidad poblacional de 7,87 personas por km².

## Geografía
Wheelock se encuentra ubicado en las coordenadas 44°34′6″N 72°6′22″O / 44.56833, -72.10611.

## Demografía
Según la Oficina del Censo en 2000 los ingresos medios por hogar en la localidad eran de $35,750 y los ingresos medios por familia eran $40,625. Los hombres tenían unos ingresos medios de $30,417 frente a los $21,667 para las mujeres. La renta per cápita para la localidad era de $15,440. Alrededor del 8.2% de la población estaban por debajo del umbral de pobreza.